# Extra!
Extra! – siedemnasty album zespołu Boys, który ukazał się w marcu 2001 roku pod wydawnictwem firmy fonograficznej Green Star. Do piosenek "Miałaś 18 lat" i "Nie wierz jej" zostały nakręcone teledyski.

## Lista utworów
1. "Miałaś 18 lat" (muz. Marcin Miller, sł. Ewa Alimowska) – 04:15
2. "Nie wierz jej" (muz. i sł. Marcin Miller) – 03:39
3. "Powiedz mi"(muz. i sł. Marcin Miller)  – 03:35
4. "Żegnaj bye bye" (muz. i sł. Marcin Miller) – 03:32
5. "Nie płacz" (muz. Marcin Miller, sł. Marzena Zrajkowska) – 04:32
6. "Znamy się" (muz. i sł. Marcin Miller) – 05:01
7. "To nie tak" (muz. i sł. Marcin Miller) – 03:53
8. "Ona i on" (muz. i sł. Marcin Miller)  – 03:30
9. "Podaruj mi siebie" (muz. i sł. Marcin Miller) – 03:59
10. "Chcę" (muz. i sł. Marcin Miller) – 04:47
11. "Ty jedyna"(muz. i sł. Marcin Miller)  – 03:43
12. "Taki sam" (muz. i sł. Marcin Miller) – 04:46
13. "Aniu kocham cię" (muz. i sł. Marcin Miller) – 03:27
14. "Nie wierz jej" (Video Mix) (muz. i sł. Marcin Miller) – 03:44

## Dodatkowe informacje
- Aranżacje: Marek Zrajkowski, Ernest Sienkiewicz
- Gitara akustyczna: Wojtek Cis
- Projekt okładki: Krzysztof Walczak